# Wydział Nauk Przyrodniczych Uniwersytetu Śląskiego
Wydział Nauk Przyrodniczych Uniwersytetu Śląskiego w Katowicach – jeden z ośmiu wydziałów Uniwersytetu Śląskiego w Katowicach, którego siedziba znajduje się w Sosnowcu. 

## Kierunki kształcenia
Dostępne kierunki:
- Aquamatyka (studia I i II stopnia)
- Biologia (studia I i II stopnia)
- Biotechnologia (studia I i II stopnia)
- Biotechnology (studia II stopnia)
- Ochrona środowiska (studia I i II stopnia)
- Geografia (studia I i II stopnia)
- Geologia (studia I i II stopnia)
- Geologia stosowana (studia I i II stopnia)
- Inżynieria zagrożeń środowiskowych (studia I stopnia)
- Turystyka (studia II stopnia)

## Władze Wydziału
W kadencji 2024–2028:
| Stanowisko                                          | Imię i nazwisko                          |
| --------------------------------------------------- | ---------------------------------------- |
| Dziekan                                             | prof. dr hab. Leszek Marynowski          |
| Prodziekan ds. Studenckich i Kształcenia            | dr hab. Krzysztof Szopa, prof. UŚ        |
| Prodziekan ds. Badań Naukowych                      | prof. dr hab. Piotr Świątek              |
| Prodziekan ds. Promocji Badań i Umiędzynarodowienia | dr hab. Agata Daszkowska-Golec, prof. UŚ |

## Struktura organizacyjna
| Instytut                                                             | Dyrektor                         |
| -------------------------------------------------------------------- | -------------------------------- |
| Instytut Biologii, Biotechnologii i Ochrony Środowiska               | dr Mariusz Kanturski, prof. UŚ   |
| Instytut Geografii Społeczno-Ekonomicznej i Gospodarki Przestrzennej | prof. dr hab. Robert Krzysztofik |
| Instytut Nauk o Ziemi                                                | prof. dr hab. Ewa Łupikasza      |